# جرمی فولی (بازیگر)
جرمی فولی (انگلیسی: Jeremy Foley؛ زادهٔ ۲۰ فوریهٔ ۱۹۸۳) بازیگر سینما، بازیگر تلویزیون و صدا پیشه اهل ایالات متحده آمریکا است.
از فیلم‌ها یا برنامه‌های تلویزیونی که وی در آن نقش داشته‌است می‌توان به قله دانته، کاسپر با وندی ملاقات می‌کند اشاره کرد.